# HMS Rigel (T106)
HMS Rigel (T106) var en svensk torpedbåt av Plejad-klass som sjösattes i 1954. Utrangerades 1977. Namnet har fartyget fått från Rigel som är en stjärna i stjärnbilden Orion. Efter utrangeringen såldes hon 1978 till en privat köpare i Malmö och fick då namnet ändrat till Gaudalf.